# 银坑镇
银坑镇，是中华人民共和国江西省赣州市于都县下辖的一个乡镇级行政单位。

## 行政区划
银坑镇下辖以下地区：
新街社区、谢坑村、冷水村、坪脑村、香塘村、银坑村、河背村、窑前村、营下村、洋河村、洋迳村、年丰村、平安村、琵琶村、松山村、岩前村、上谢村、梅屋村、井洲村、鲤汾村、富竹村、汾坑村、上排村、汉田村、周庆村和周新村。